# 花芭山缆车

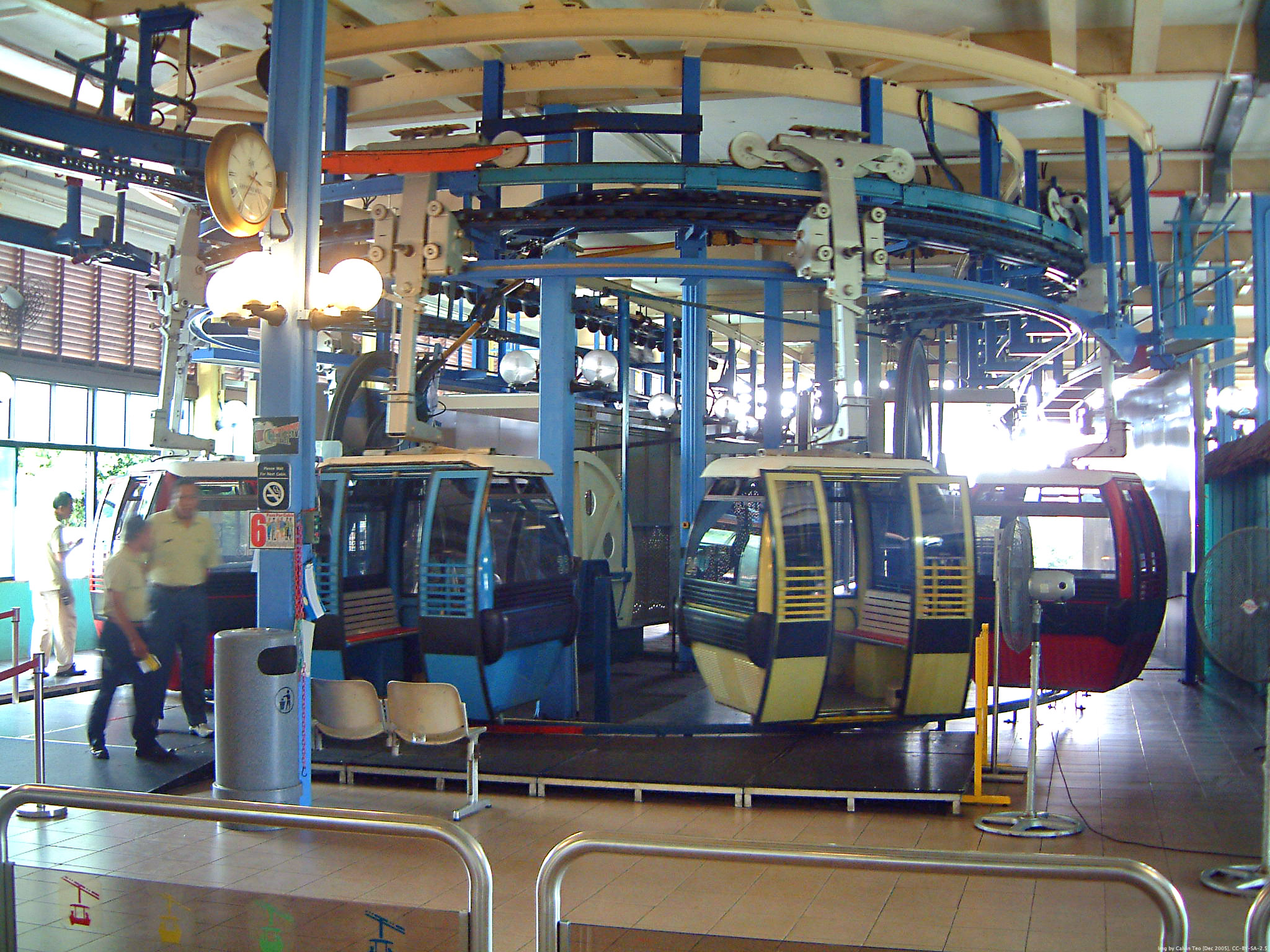
花芭山線聖淘沙缆车站

花芭山缆车（英語：Singapore Cable Car）提供了一个纜車系統連接度假岛圣淘沙和新加坡岛的麥嘉華山，並橫越吉宝港。它在1974年2月15日開放，这是全世界第一架跨海港的空索道系统。 然而，这不是第一架空索道系统以跨越水道；早于1964年，位于日本淡岛Kaijō索道，已經橫越了较短的海峡以連接一个岛屿。 虽然其经营者称它是一个缆车，此系统实际上是一个双线缆车系統并不是架空索道系統。在2012年的往返票價，每個成年人要29新加坡元，而每個儿童要18新加坡元。在2018年，花芭山纜車營運公司之網站顯示，花芭山線線加聖淘沙線纜車之套票（可參觀花芭山，並可在聖淘沙島內乘搭纜車），成人售價為33新加坡元，兒童售價為22新加坡元。

## 历史

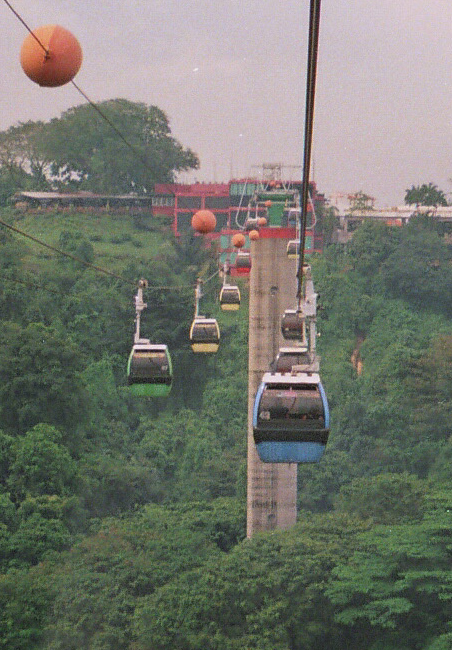
一輛缆车正在前往圣淘沙

新加坡政府在1968年提出了以索道連接聖淘沙與麥嘉華山，作爲国家总体规划的旅游项目的一部分。 在1972年，耗資5.8百万新加坡元的花芭山缆车开始興建，并在1974年2月15日由当时的副总理吴庆瑞博士开幕。
花芭山缆车系统有43个通过舱服务员手动开启和关闭的大门的車廂。 在1976年，車廂增加到51个。 在七十年代末開拍的檀島警騎在此取景，而世界上第一个大规模的缆车婚礼上是在1970年代后期引入的。
在1988年，花芭山缆车庆祝了它第10万個游客的出現。 在新加坡举行的1989年世界小姐选美，以及1990年的东南亚运动会，它也发挥了很大的作用。
花芭山缆车系统的車廂在1994年以超过11亿新加坡元予以替换。新的車廂总共80個，并有效地增加一倍的效率（从每小时700名乘客升級至每小时1400名乘客）。升级于25日内完成，在此期间，花芭山缆车暂停运作。
在1995年，花芭山缆车迎接了2千万個游客，并在1997年迅速升至二千五百万個游客。同年，樂高製作了世界上唯一真人大小的缆车車廂，而它是基于新加坡缆车的设计。
在1999年11月，花芭山缆车成爲世界上第一个有玻璃底舱的缆车系統，每一个缆车車廂耗费3万新加坡元。 在2000年，花芭山缆车系统買入了多6個这些受欢迎的車廂，令花芭山缆车系统总共81个缆车。
在2009年9月14日，耗資三千六百万新加坡元的升级开始，并重新在2010年7月21日開放。 所有的車廂现在是黑色金属汽车与铬调整，當中有67個更大的車廂，包括世界上第一个七星級贵宾舱。两根电缆延長了30米，以令更大的車廂可以置身于120米以上的海平面。座位也从六个改爲八個。还有新的摺叠座位和新的音乐系统。
島內纜車聖淘沙線於2015年7月14日開放，長890米，建造成本7800萬新加坡元。由於新線建成，舊線改稱「花芭山線」。由於兩線並無連接，因此遊客需要步行3到5分鐘，從原來的聖淘沙站步行至Imbiah Lookout站。新線連接西索羅角站（Siloso Point）和魚尾獅站（Merlion station），魚尾獅站也提供了與圣淘沙捷运（Sentosa Express）的連接。新線擁有51架八座位缆車，每小時單一方向可接載約2200人。

## 車站與其高度
| 車站       | 纜索高度（米）高於平均海平面 | 纜索高度（英尺）高於平均海平面 |
| ---------- | ---------------------------- | ------------------------------ |
| 麥嘉華山站 | 93米                         | 300英尺                        |
| 港口前站   | 69米                         | 225英尺                        |
| 聖淘沙站   | 47米                         | 154英尺                        |